# Saint-Michel-d'Halescourt
Saint-Michel-d'Halescourt is een gemeente in het Franse departement Seine-Maritime (regio Normandië) en telt 104 inwoners (2009). De plaats maakt deel uit van het arrondissement Dieppe.

## Geografie
De oppervlakte van Saint-Michel-d'Halescourt bedraagt 4,8 km², de bevolkingsdichtheid is dus 21,7 inwoners per km².
De onderstaande kaart toont de ligging van Saint-Michel-d'Halescourt met de belangrijkste infrastructuur en aangrenzende gemeenten.

## Demografie
Onderstaande figuur toont het verloop van het inwonertal (bron: INSEE-tellingen).
1. ↑  Populations de référence 2022.